# Sveti Duh (Bloke, Slovenija)
Sveti Duh je naselje u slovenskoj Općini Bloki. Sveti Duh se nalazi u pokrajini Notranjskoj i statističkoj regiji Notranjsko-kraškoj. 

## Stanovništvo
Prema popisu stanovništva iz 2002. godine naselje je imalo 15 stanovnika.